# Токаревский сельский совет (Крым)
Токаревский сельский совет (укр. Токарєвська сільська рада, крымскотат. Camçı köy şurası) — административно-территориальная единица в Кировском районе в составе АР Крым Украины (фактически до 2014 года; ранее до 1991 года — в составе Крымской области УССР в СССР, до 1954 года — в составе Крымской области РСФСР в СССР, до 1945 года — в составе Крымской АССР РСФСР в СССР). Население по переписи 2001 года — 2212 человек, площадь совета 260 км². Территория сельсовета находится на северо-западе района, в степном Крыму, примыкая к побережью Сиваша.
К 2014 году сельсовет состоял из 2 населённых пунктов:
- Токарево
- Шубино

## История
Токаревский сельский совет, судя по доступным историческим документам, был создан в 1950-х годах и на 15 июня 1960 года в его составе числились следующие населённые пункты:

| - - Белозёрка - Весёлая Долина - Луговое - Мичурино - Мучное - Новосеменовка | - - Новофёдоровка - Приветное - Софиевка - Токарево - Шубино |

Указом Президиума Верховного Совета УССР «Об укрупнении сельских районов Крымской области», от 30 декабря 1962 года Кировский район был упразднён и совет присоединили к Ленинскому. 1 января 1965 года, указом Президиума ВС УССР «О внесении изменений в административное районирование УССР — по Крымской области», вновь включили в состав Кировского. К 1968 году были упразднены Белозёрка, Весёлая Долина, Новосемёновка, Приветное переименовано в Ореховку, к 1974 ликвидированы Мичурино и Мучное, к 1977 году — Луговое. До 1985 года (в перечнях административно-территориальных изменений после этой даты не упоминается) Новофёдоровка, Ореховка и Софиевка были переподчинены Яркополенскому сельсовету и совет обрёл современный состав. С 12 февраля 1991 года сельсовет в восстановленной Крымской АССР, 26 февраля 1992 года переименованной в Автономную Республику Крым. С 21 марта 2014 года в составе Крыма аннексирован Россией. Законом «Об установлении границ муниципальных образований и статусе муниципальных образований в Республике Крым» от 4 июня 2014 года территория административной единицы была объявлена муниципальным образованием со статусом сельского поселения.